# Maurice Martenot

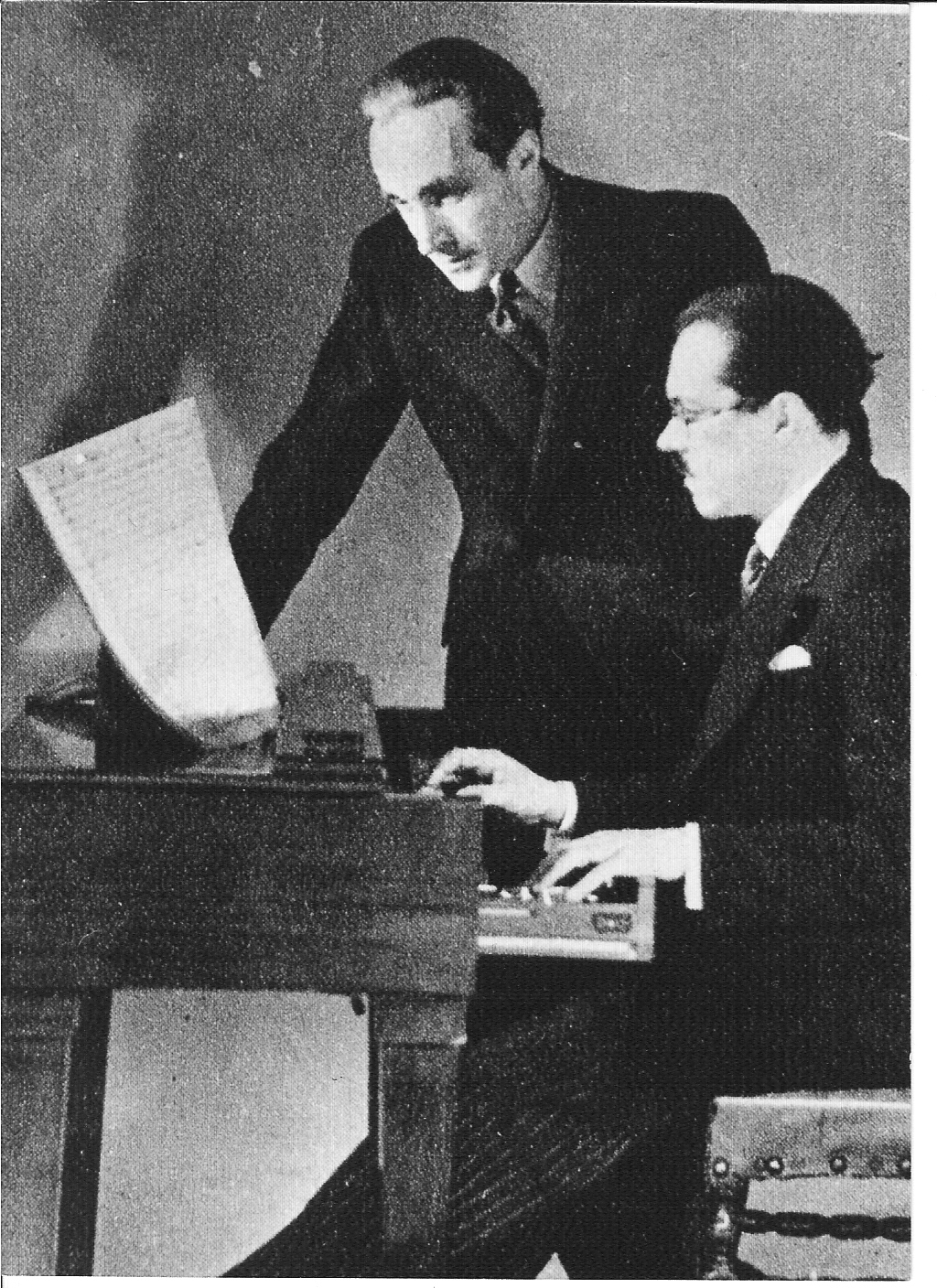
Maurice Martenot (zittend) met de componist Pierre Vellones

Maurice Martenot (Maurice Louis Eugène Martenot) (Parijs, 11e arrondissement, 14 oktober 1898 – Clichy, 8 oktober 1980, is een Frans muziekpedagoog en uitvinder van de ondes Martenot.

## Biografie
Maurice Martenot was al op jonge leeftijd getalenteerd op piano (instrument) en cello en wist al veel van harmonieleer en contrapunt. Hij had bijzondere aandacht voor het lesgeven in muziek en de toepassing van de meest recente gegevens uit de psychologie aan de muziekleer, wat bijdroeg aan de vernieuwing van het muziekonderwijs. Hij ontwikkelde met zijn twee zussen Madeleine Martenot en Ginette Martenot een onderwijsmethode. Daarnaast wilde hij nieuwe middelen van expressie onderzoeken. Hij schiep de Ondes Martenot, het instrument dat zijn naam draagt en nog steeds af en toe gebruikt wordt.

## Carrière
- 1918 – eerste pogingen om elektronische muziek te maken.
- 1928 (3 mei) – eerste recital in de Opera van Parijs met de Ondes Martenot.
- 1931/1932 – Tournee met récitals over de hele wereld.
- 1932 – Stichting met Youry Bilstin dvan het Psychopedagogische instituut voor muziekonderwijs.
- 1933 – Gouden médaille van het  Concours Lépine, voor het maken van muzikale spellen.
- 1935 – Premier Prix du disque (Split et Vitamine de Pierre Vellones).
- 1937 – Premier Grand Prix tijdens wereldtentoonstelling n.a.v. orkest van Ondes Martenot onder leiding van Ginette Martenot.
- 1940 – Directie van de Maîtrises Jeune France.
- 1942 – deelname aan met Pierre Schaeffer aan de oprichting van de  "Studio d'Essai" van de Radiodiffusion Française.
- 1945 – Instelling van de "Contrôle Artistique des Emissions".
- 1947 – Start van de opleiding in Ondes Martenot aan het Conservatoire de Paris.
- 1948 – Oprichten van de opleiding ritmische ontwikkeling door de dansleerlingen van het Conservatoire de Paris.
- 1949 – Benoeming als Ridder in het Legioen van Eer vanwege het nationale onderwijs.
- 1950 – Presentatie bij de academie van wetenschappen van een nieuwe manier om snaren te laten trillen door prof. Louis Leprince-Ringuet. (Palme voor elektronische instrumenten).
- 1953 – Uitvinding van de  clavi harp en oprichting van de École d'Art Martenot (Mathenot Kuntschool) in Neuilly-sur-Seine.
- 1960 – Nieuw instrument met de nieuwe miniatuurlampen.
- 1967 – Uitgave "Les Principes fondamentaux d'éducation musicale".
- 1968 – Muziekopleiding aan de 'École Normale de Musique de Montreal'.
- 1969 – Op verzoek van het Ministerie van Cultuur organiseert hij een pedagogische methode voor de Ondes Martenot:Méthode d'éducation musicale Martenot.
- 1975 – Uit de handen van prof. Leprince-Ringuet ontvangt hij de onderscheiding van de bevordering tot Officier in het Legioen van Eer.
- 1977 – Verschijnen van de Se relaxer Pourquoi? Comment?, heruitgegeven onder de titel La relaxation active (1998).
- 1978 – Verschijnen van de 5e edition van de Principes fondamentaux de formation musicale et leur application (6e editie in 1996).
- 1979 – Transistorisatie van de  ondes Martenot.
- 1980 – 8 oktober, omgekomen in een verkeersongeluk in Clichy.

## Titels
- Lid van de nationale hoge onderwijsraad (sectie populair onderwijs).
- Voormalig lid van de Centrale raad van de Radiodiffusion Française.
- Voormalig artistiek leider bij de Radiodiffusion et Télévision Française, door hem opgericht bij de bevrijding.
- Expert van de commissie technische vereisten van de UNESCO.
- Gedelegeerde voor Frankrijk tijdens de internationale conferentie voor muziekonderwijs in Brussel (1935).
- Docent aan het Conservatoire de Paris (1947).